# Ricardo Feller
Ricardo Feller, född den 1 juni 2000 i Aarau, är en schweizisk racerförare.